# Nitzer Ebb
Nitzer Ebb (pronunciado naig-zer o nit-zer, la propia banda lo pronuncia de ambas formas) es un grupo británico de EBM formado en 1982 en Essex, por tres amigos del colegio, Douglas McCarthy (voz y teclado), Bon Harris (teclados y batería) y David Gooday.

## Comienzos
El trío comenzó sus actuaciones en pequeñas salas locales, pero su fuerte presencia en escena, su imagen militar y energía consiguieron una creciente base de seguidores que pronto condujo a actuaciones en clubs más grandes y conciertos en salas. Lanzaron su primer sencillo de debut, "Isn't It Funny How Your Body Works", el 7 de enero de 1985, en su propio sello, Power of Voice Communication, y su música se convirtió pronto en obligada en los clubs. Le siguió el sencillo de doble cara 'A' "Warsaw Ghetto"/"So Bright So Strong" en 1985, con críticas similares y aclamación en las pistas de baile. Dos lanzamientos posteriores, "Let Your Body Learn"/"Get Clean" y "Murderous" fueron editados en Power of Voice Communication antes de firmar con la Mute Records.

## Finales de los 80 y principios de los 90
En mayo de 1987 lanzaron su álbum debut en Mute Records That Total Age, que convirtió en éxito los potentes "Join In the Chant" y "Murderous".
El segundo álbum, Belief fue lanzado en 1989. La banda iba ahora a un dúo entre Harris y McCarthy, con el apoyo de Julian Beeston en la batería. Tres álbumes más, Showtime en 1990, Ebbhead en 1991 y Big Hit en 1995 fueron, además, éxitos internacionales, cambiando la banda de las canciones de baile de 4/4 a 120bpm a otras formas musicales -jazz, rock, blues-, sonando aún como ellos mismos, o, como Douglas Mccarthy describibó en 1991, "música de baile simplista". Nitzer Ebb hallaron, además, el favor de sus compañeros de sello y pesos pesados internacionales Depeche Mode, que los invitaron a sus tours europeos en 1988, y en 1990 abriendo el World Violation Tour en EE. UU. El actuar en grandes estadios llenos de gente y la propia intensidad del negocio les proporcionó la suficiente influencia para comenzar a desarrollar un estilo más orientado al rock en su música, y así en 1991 su EP As Is (producido por Jaz Coleman, de Killing Joke, Mark Ellis (Flood), Alan Wilder de Depeche Mode y Barry Adamson pusieron las semillas para el antes comentado Ebbhead

## Años recientes
El grupo dejó de operar hacia el final del tour Big Hit (las últimas actuaciones fueron canceladas). El grupo no se separó nunca de manera oficial, y la puerta quedó de hecho abierta para que Harris y McCarthy reactivaran la banda en un futuro, una vez que sus diferencias se hubiesen resuelto. NovaMute lanzó con posterioridad una serie de remixes con tres sencillos de 12 pulgadas entre el año 2001 y 2004 - Shame/Join in the Chant, Control I'm Here/Let Your Body Learn, y Murderous/Control I'm Here. La remezcla de Let Your Body Learn fue particularmente fructífera debido a la radical revisión por parte del productor francés de tecno Terence Fixmer, que llevó primero a una amistad y más tarde a un proyecto entre Fixmer y Douglas McCarthy, llamado, simplemente, Fixmer/McCarthy, con actuaciones en directo en shows en todo el mundo, que incluyen nuevas versiones de canciones de Nitzer Ebb. Esto llevó a la publicación de un álbum como Fixmer/McCarthy, titulado Between the Devil....
McCarthy vive en el este de Londres, trabajando como productor de video. Estudió diseño gráfico en Cambridge después de un par de colaboraciones con Alan Wilder en Recoil, y apareció en vivo con Empirion en 1997 en el Tribal Gathering. Harris vive en EE. UU., y produce para Marilyn Manson y Billy Corgan.
A finales del 2005 se anunció que McCarthy y Harris habían comenzado a hablar de la posibilidad de que Nitzer Ebb se volviese a juntar. El 2006 ha visto de nuevo en tour al grupo una vez más, centrándose en la etapa más electrónica de sus carreras, mientras que Mute lanzará la retrospectiva Body of Work, así como un álbum de remixes en NovaMute.
Igualmente, han sido nuevamente invitados por Depeche Mode como banda telonera durante la última fase del Tour of the universe en Europa.
En 2009, el grupo graba el disco "Industrial Complex", el primer disco desde 1995, el cual promocionarán junto a Depeche Mode hasta febrero, y junto a Recoil (Alan WIlder) a partir de marzo.

## Discografía

### That Total AgeLP (1987)
- Cara A

| A   |                      |          |  |
| N.º | Título               | Duración |  |
| 1.  | «Fitness To Purpose» |          |  |
| 2.  | «Violent Playground» | 3:47     |  |
| 3.  | «Murderous»          | 3:46     |  |
| 4.  | «Smear Body»         | 5:40     |  |

- Cara B

| B   |                       |          |  |
| N.º | Título                | Duración |  |
| 1.  | «Join In The Chant»   | 6:01     |  |
| 2.  | «Alarm»               | 3:55     |  |
| 3.  | «Let Your Body Learn» | 2:47     |  |
| 4.  | «Let Beauty Loose»    | 2:24     |  |
| 5.  | «Into The Large Air»  | 4:08     |  |

- Belief (1989)
- Showtime (1990)
- Ebbhead (1991)
- Big Hit (1995)
- Industrial Complex (2009/2010)

### EP
- As Is (1991)

### Recopilaciones
- So Bright So Strong (1988)
- Body of Work 84-97 (2006)
- Body Rework (remixes y caras B)(2006)
- In Order (remixes y caras B)(2010)
- Compilation (2010)

### Sencillos
| Año  | Título                                               | UK Singles Chart | EUA Dance | EUA Modern Rock |
| ---- | ---------------------------------------------------- | ---------------- | --------- | --------------- |
| 1985 | "Isn't It Funny How Your Body Works"                 | —                | —         | —               |
| 1985 | "Warsaw Ghetto"                                      | —                | —         | —               |
| 1985 | "So Bright, So Strong"                               | —                | —         | —               |
| 1986 | "Get Clean"                                          | —                | —         | —               |
| 1986 | "Murderous"                                          | —                | —         | —               |
| 1987 | "Let Your Body Learn"                                | —                | —         | —               |
| 1987 | "Join In The Chant"                                  | —                | 9         | —               |
| 1988 | "Control I'm Here"                                   | 100              | 14        | 25              |
| 1989 | "Hearts And Minds"                                   | —                | 16        | —               |
| 1989 | "Shame"                                              | —                | —         | —               |
| 1989 | "The Machineries Of Joy" (Die Krupps con Nitzer Ebb) | —                | 25        | —               |
| 1990 | "Lightning Man"                                      | 97               | 14        | 28              |
| 1990 | "Fun To Be Had"                                      | 99               | 5         | —               |
| 1990 | "Getting Closer"                                     | —                | —         | —               |
| 1991 | "Family Man"                                         | —                | —         | 21              |
| 1991 | "I Give To You"                                      | —                | —         | 27              |
| 1991 | "Godhead"                                            | 56               | —         | —               |
| 1992 | "Ascend"                                             | 52               | —         | —               |
| 1995 | "Kick It"                                            | 75               | —         | —               |
| 1995 | "I Thought"                                          | —                | —         | —               |
| 1995 | "Cherry Blossom"                                     | —                | —         | —               |

### Tributos
- Muscle and Hate - Nilaihah Records, (2005)

### Bootlegs
- Loveland - Deep Records, (1992)
- "For Fun" - Bundy Records, (1993)
- "Control I'm Here"

### DVD Live
- Live At The Markthalle - Major Records, (2012)

## Enlaces
- Showtime - Web oficial de la banda con enlaces a inglés y alemán
- Antigua página de Nitzer Ebb en Mute
- Nitzer Ebb en Discogs
- Entrevista en castellano a los miembros de Nitzer Ebb

- Datos: Q580943
- Multimedia: Nitzer Ebb / Q580943